# Логичко-филозофски трактат
Tractatus Logico-Philosophicus (TLP) (Логичко-филозофски трактат на латинском) је једина књига коју је аустријски филозоф Лудвиг Витгенштајн објавио током живота. Пројекат је имао широке циљеве – да идентификује односе између језика и стварности и да дефинише границе науке, те је јасно одели од метафизике. Трактат се сматра једним од најзначајнијих филозофских списа 20. века и савремене филозофије уопште.
Витгенштајн је писао белешке за Трактат док је био војник у Првом светском рату и завршио га је у заточеништву, у италијанским градовима Комо и Касино, августа 1918. године. Три године касније књига је била објављена на немачком језику под називом Logisch-Philosophische Abhandlung. Трактат је утицао на логичке позитивисте и чланове Бечког круга.
Витгенштајн у спису покушава да покаже, да се цела традиционална филозофија базира на конфузији саме "логике нашега језика“. Такође аргументује, да било која значајна орација мора да поседује прецизну логичку структуру. Та структура може бити замагљена спољашњом граматичком конструкцијом, те је неопходна детаљнија анализа како би се дошло до стварне логичке структуре. 
Трактат је написан у познато строгом и сажетом стилу писања. Дело не садржи аргументе као такве, већ се састоји од декларативних изјава које су намењене да буду очигледне. Изјаве су хијерархијски набројане са 7 основних изјава (означени бројевима од 1 до 7), и са коментарима на сваку изјаву (означени са нпр. 1.1, 1.11, 1.12 итд.).
Витгенштајнова каснија дела, посебно Филозофска истраживања (које је објављено након његове смрти), су критиковала многе идеје Трактата.